# Ford Granada
La Ford Granada è un'automobile prodotta dalla Ford. La versione europea di tale vettura fu in produzione tra il 1972 e il 1985. Esiste anche una versione prodotta per il mercato nordamericano che possiede però caratteristiche completamente differenti.
Prodotta in due serie (1972/77 e 1977/85), la Ford Granada prevedeva trazione posteriore, avantreno a quadrilatero, retrotreno a ruote indipendenti e freni a disco anteriori e a tamburo posteriori; le carrozzerie previste erano berlina, coupé e SW; motorizzazione e dimensioni erano rilevanti (i motori, quasi tutti a benzina, erano di cilindrata uguale o superiore ai 1.700 cm³, e la lunghezza della vettura era superiore ai 4.500 mm).
Nel Regno Unito e in Irlanda dal 1985 al 1994 è stata commercializzata anche una terza serie della Granada, che altro non era che la prima serie della Ford Scorpio, ridenominata per quei mercati.

## Le serie

### Prima serie: 1972-1977
L'avvento della prima serie della Granada fu un ulteriore passo (il primo essendo stato compiuto con la Ford Escort nel 1968) verso l'unificazione delle filiali britannica e tedesca della Casa automobilistica statunitense. Per il ventennio precedente, infatti, i due rami aziendali avevano prodotto modelli completamente differenti, uno per il mercato britannico, l'altro per quello tedesco-occidentale.
La Granada, la cui linea, sia della berlina sia della station wagon, si ispirava alle vetture d'oltreoceano, sostituiva nel Regno Unito la Zodiac e, in Germania Occidentale, le versioni 20M, 23M e 26M della Taunus.
Meccanicamente, la Granada montava un Ford Essex V4 da 2 litri e l'Essex V6 da 2,5 e 3 litri. I modelli tedeschi montavano il V4 della Taunus 1.7, l'Essex 3.0 V6 e i Cologne V6 da 2, 2,3 e 2,6 litri. Il V4 venne successivamente sostituito dall'unità Pinto. La vettura seguiva generalmente l'impostazione delle precedenti Ford Zephyr/Zodiac, utilizzando molle indipendenti al posteriore, mentre all'anteriore lo schema McPherson venne sostituito da uno a quadrilateri, introdotto 18 mesi prima dalla Taunus TC.
La vettura venne venduta nelle versioni a due porte, quattro porte, cinque porte station wagon e due porte coupé, mentre gli allestimenti erano L, XL e GXL. 
Nel 1974 la coupé venne rivista con linee più marcate.
Nel 1975 un moderato restyling (nuova mascherina anteriore, verniciatura in nero opaco della lamiera tra i gruppi ottici posteriori di alcuni allestimenti, nuova plancia) fu il preludio al lancio di una nuova versione motorizzata da un 4 cilindri in linea monoalbero in testa di 1.993 cm³ da 73 kW / 98 HP.
Con l'occasione l'allestimento XL divenne GL, mentre il GXL divenne Ghia. 
In Italia le versioni 2300 erano importate a richiesta essendo penalizzate sotto l'aspetto fiscale.
La Granada prima serie uscì di listino nel 1977.

#### Motorizzazioni prima serie
| Modello | Tipo    | Potenza | Cambio    |
| 1.7     | benzina | 75cv    | manuale 4 |
| 2.0     | benzina | 99cv    | manuale 4 |
| 2.3     | benzina | 108cv   | manuale 4 |
| 2.6     | benzina | 125cv   | manuale 4 |
| 3.0     | benzina | 138cv   | manuale 4 |

### Seconda serie: 1977-1985
La seconda serie della Granada venne lanciata nel 1977. 
Meno "americana" e molto più "tedesca" nelle sue linee tese, squadrate ed essenziali (ispirate a quelle della Taunus TC2), la nuova edizione della berlina Ford presentava diverse novità tecniche rispetto alla serie precedente. Oltre al cambio manuale a 5 marce (introdotto nel 1983) e nuovo motore V6 con albero a camme centrale, aste e bilancieri da 2792 cm³ nelle varianti a carburatore da 135 CV e a iniezione elettronica da 160 CV. Per il resto rimanevano disponibili il 4 cilindri 2 litri da 99 CV e i V6 2.0 e 2.3 rispettivamente da 90 e 108 CV (portati a 114 dal 1983).
Per l'Italia erano disponibili le versioni berlina 4 porte e Station Wagon negli allestimenti base, L, GL e Ghia (quest'ultimo riservato alla sola berlina).
Pochi mesi dopo il lancio venne reso disponibile anche un 4 cilindri diesel (di produzione Peugeot), inizialmente da 1,9 litri e 54cv, e successivamente (1979) da 2112 cm³ e 63cv. La Granada Diesel era disponibile negli allestimenti base, L e GL, in versione berlina.
Nel 1978 il V6 di 2,8 litri adottò l'alimentazione a iniezione multipoint e la potenza toccò i 160 cv.
Nel 1982 un restyling interessò l'anteriore (fari, mascherina), i paraurti (maggiorati e avvolgenti tramite cantonali), la coda (nuovi gruppi ottici "zigrinati") e gli interni (plancia, pannelli porta e sedili). Tra le novità tecniche, il potenziamento a 101cv del motore 2 litri a benzina (portati a 105cv nel 1983), l'introduzione di un 4 cilindri diesel (il noto motore "Indenor" di derivazione Peugeot) da 2498 cm³ da 69cv (per la prima volta anche sulla SW) e la versione del V6 di 2,8 litri a iniezione scesa a 150cv (che montava freni anteriori a disco autoventilati).
Il nuovo allestimento Injection, riservato alla 2800 da 150cv, prevedeva una caratterizzazione sportiva (assetto specifico, gomme ribassate e maggiorate, cerchi in lega leggera, spoiler anteriore e posteriore, calandra e paraurti in tinta carrozzeria + cantonali in plastica neri, fari ausiliari di profondità, sedili anteriori sportivi Recaro).
La Granada uscì di listino nel maggio 1985 sostituita dalla Scorpio.

#### Motorizzazioni seconda serie
| Modello | Tipo    | Potenza | Cambio              |                                  |
| 2.0     | benzina | 99 CV   | manuale 4-5/autom.  | 101 cv dal 1982, 105 cv dal 1983 |
| 2.0 V6  | benzina | 90 CV   | manuale 4-5/ autom. |                                  |
| 2.3 V6  | benzina | 108 CV  | manuale 5/ autom.   | 114 cv dal 1983                  |
| 2.8 V6  | benzina | 135 CV  | manuale 5/ autom.   |                                  |
| 2.8i V6 | benzina | 150 CV  | manuale 5/ autom.   | dal 1982                         |
| 2.8i V6 | benzina | 160 CV  | manuale 5/ autom.   | 1977/1981                        |
| 1.9     | diesel  | 54 CV   | manuale 4           |                                  |
| 2.1     | diesel  | 63 CV   | manuale 4           |                                  |
| 2.5     | diesel  | 69 CV   | manuale 5           |                                  |